# Flughafen Dhaka

i7
i11
i13
Der Internationale Flughafen Hazrat Shahjalal, Dhaka, auch bekannt als Flughafen Dhaka (englisch Hazrat Shahjalal International Airport, bengalisch হযরত শাহ্‌জালাল আন্তর্জাতিক বিমানবন্দর, IATA-Code: DAC, ICAO-Code: VGHS), ist ein internationaler Flughafen in Bangladesch und der größte des Landes. Er befindet sich in Kurmitola, 17 km nördlich der Hauptstadt Dhaka.
Etwa 52 % alle Flüge des Landes finden hier statt. Zuletzt wurden 3,8 Millionen Passagiere internationaler Flüge abgefertigt (0,8 Millionen bei nationalen Flügen). Der Güterumschlag betrug zuletzt 105.000 Tonnen.

## Geschichte
Der Verkehrsflughafen wurde 1981 eröffnet und nach dem ehemaligen Präsident Ziaur Rahman Zia International Airport benannt. 2010 erfolgte die Umbenennung in Shahjalal International Airport (nach dem islamischen Sufi-Heiligen Hazrat Shah Jalal ad-Din al-Mujarrad). Shahjalal International ist das Luftfahrt-Drehkreuz der Gesellschaften Biman Bangladesh Airlines und der inzwischen insolventen GMG Airlines.

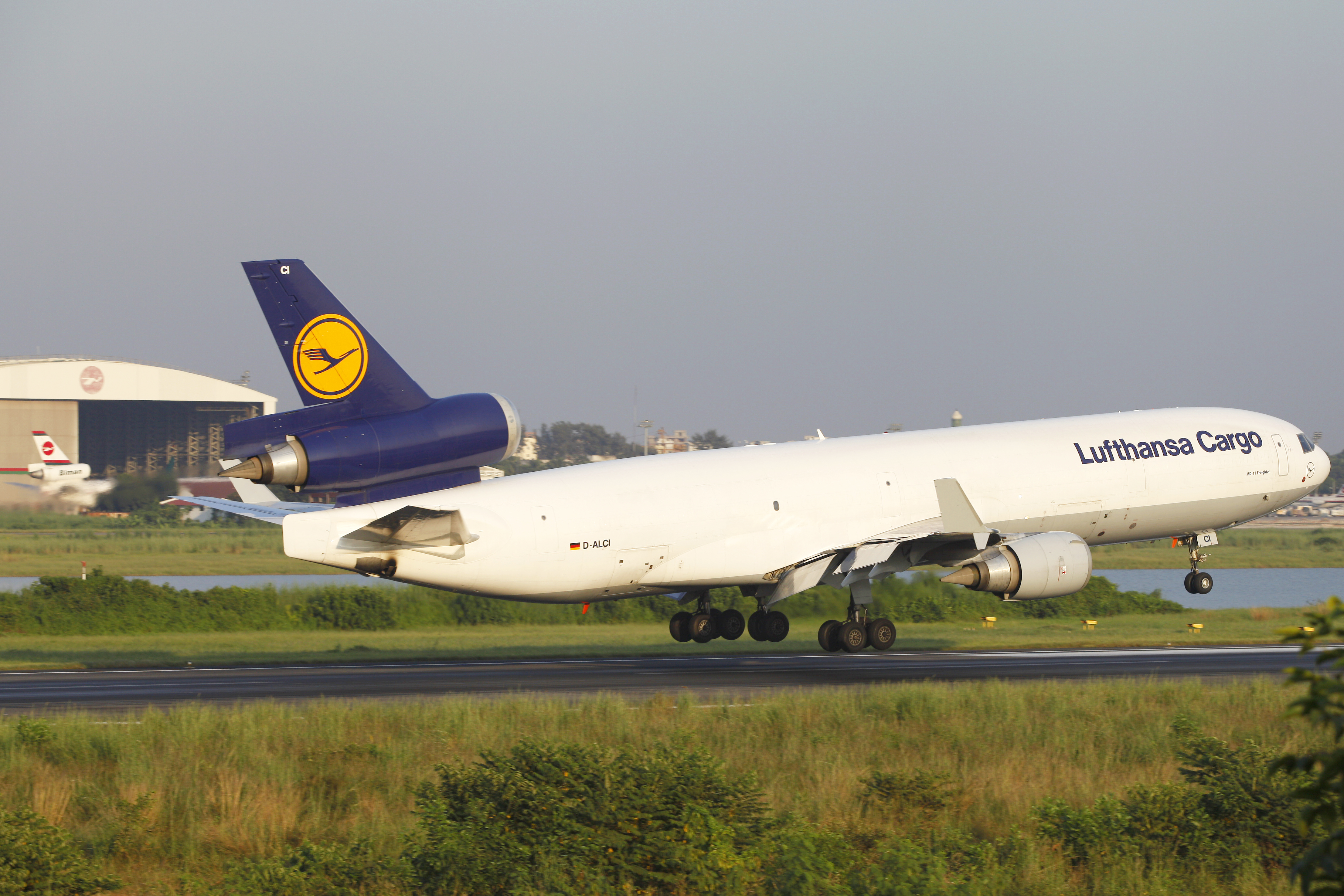
McDonnell Douglas MD-11 (D-ALCI) der Lufthansa Cargo bei der Landung am Flughafen Dhaka

Im Juli 2016 hat die deutsche Regierung aufgrund von Sicherheitsbedenken am Flughafen Dhaka Frachtflüge von Dhaka als Lieferung mit hohem Risiko eingestuft und diese bedürfen einer separaten Kontrolle am Flughafen von Dhaka. Lufthansa Cargo ist als einzige Gesellschaft, die direkt von Dhaka nach Deutschland fliegt, davon betroffen. Frachtflüge nach Australien und Großbritannien sind komplett verboten.

## Zwischenfälle
- Am 14. Juni 1945 verunglückte eine Douglas DC-4/C-54D-1-DC der United States Army Air Forces (USAAF) (Luftfahrzeugkennzeichen 42-72491) 6,4 Kilometer westnordwestlich des Flughafens Dhaka (Indien, heute Bangladesch) in schlechtem Wetter. Über Personenschäden ist nichts bekannt.[3]

- Am 4. August 1984 stürzte eine Fokker F-27 der Fluggesellschaft Biman aus Chittagong kommend in einen Sumpf in der Nähe des Flughafens Dhaka.[4] Alle 45 Passagiere und vier Besatzungsmitglieder starben. Pilotin war Kaniz Fatema Roksana, die erste Frau mit Pilotenlizenz in der bangladeschischen zivilen Luftfahrtsgeschichte.